# Восточный Казахстан

Центральный Казахстан
Северный Казахстан
Южный Казахстан
Восточный Казахстан
Западный Казахстан

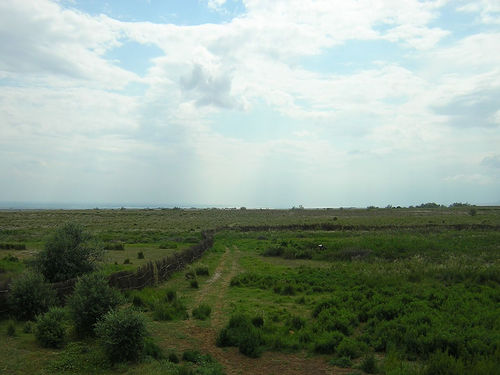
Степь в Восточном Казахстане

Восточный Казахстан (каз. Шығыс Қазақстан / Şyğys Qazaqstan) — экономико-географический регион республики Казахстан. В его состав входит Абайская область с центром в городе Семей и Восточно-Казахстанская область с центром в городе Усть-Каменогорск. Регион граничит с КНР и РФ. В основе экономики Восточного Казахстана традиционно лежат: энергетика, машиностроение, лесное хозяйство, в прошлом также военно-техническая промышленность.

## Административное деление
Восточный Казахстан включает в себя 2 области: Абайскую и Восточно-Казахстанскую.
| Область                        | Административный центр | Площадь, км² | Население, чел. (на 1 мая 2025 г.) |
| ------------------------------ | ---------------------- | ------------ | ---------------------------------- |
| Абайская область               | Семей                  | 185,5        | 600,8 тыс.                         |
| Восточно-Казахстанская область | Усть-Каменогорск       | 97,8         | 722,5 тыс.                         |